# Balangka Torop
Balangka Torop is een bestuurslaag in het regentschap Padang Lawas Utara van de provincie Noord-Sumatra, Indonesië. Balangka Torop telt 276 inwoners (volkstelling 2010).